# Яхимовские рудники

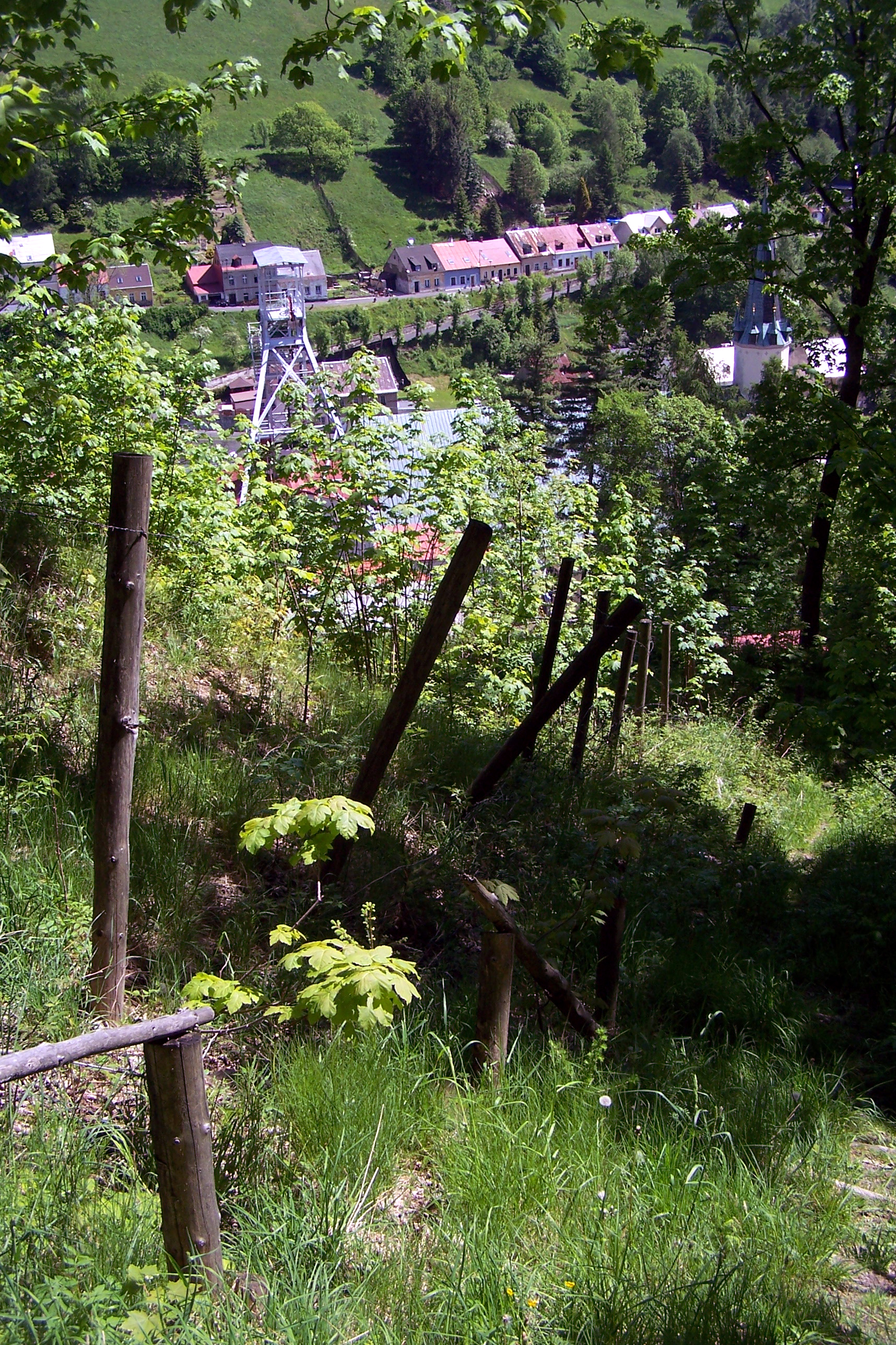
Вид с лестницы, ведущей от шахты «Сворность» в Яхимове к территории бывшего трудового лагеря

Национальное предприятие «Яхимовские рудники» было горнодобывающей компанией, специализировавшейся на добыче урановой руды. Единственным владельцем предприятия была Чехословакия. Предприятие было создано с целью централизованного управления добычей урановой руды на территории тогдашней Чехословакии и выполнения соглашения между правительствами СССР и ЧССР о поставках радиоактивной руды в СССР. Компания нанимала шахтеров из гражданского население, а также предоставляла жилье и работу группе людей, которые работали в Яхимове принудительно. Под своим первоначальным названием «Яхимовские рудники» просуществовали с 1946 года по 1962 год, после чего предприятие было преобразовано в специализированную организацию и ликвидировано. В настоящее время его правопреемником является национальное предприятие «ДИАМО».

## Создание национального предприятия
Яхимов стал военно-стратегическим объектом для Советского Союза в тот момент, когда США с 1945 года имели возможность производить атомное оружие и СССР необходимо было в кратчайшие сроки восстановить баланс сил. На тот момент единственные открытые месторождения урановой руды, попадавшие в сферу влияния СССР, находились в Яхимовском районе в западной Чехии. Поэтому уже в начале лета 1945 года части Красной армии заняли все три яхимовских рудника. Вход на объекты был разрешен только по пропускам, выданным советским военным штабом в Карловых Варах. 30 сентября 1945 года министр обороны получил из чехословацкого штаба в Яхимове сообщение о том, что 27 и 28 августа 1945 года на шахты прибыли русский генерал Михайлов, полковник Александров и другие военные, что имеющиеся части Красной Армии были укреплены и что «русские эксперты» посетили завод. Канцелярия премьер-министра, в частности премьер-министр Зденек Фирлингер, приказала игнорировать эти визиты, которые были не редкостью в первые послевоенные месяцы.
Существовавшая с 1939 года немецкая администрация яхимовских рудников передала шахты в полностью рабочем состоянии. Восстановленное Центральное управление горно-металлургических заводов Чехословакии назначило Ярослава Пачака директором Государственного горного управления в Яхимове.
23 ноября 1945 года в Праге было заключено сверхсекретное соглашение между правительствами СССР и Чехословакии о расширении добычи руды и концентратов, содержащих радий и другие радиоактивные элементы, в Чехословакии. Первоначальные предложения советских чиновников о создании совместного международного акционерного общества, сравнимого с немецким «Висмутом», были безоговорочно отвергнуты чехословацким правительством, которое хотело сохранить контроль над советской деятельностью в Чехословакии, хотя ему это удалось лишь частично.
Когда на основании соглашения от ноября 1945 года указом министра промышленности № 828/Ú.l. от 7 марта 1946 года 1 января 1946 года было создано национальное предприятие «Яхимовские рудники», его директором стал инженер Богуслав Хегнер. Однако через два года, во время февральского переворота 1948 года, его как некоммуниста (члена Народной партии) сменил коммунист инженер Йозеф Чмелак. В то время руководство яхимовского предприятия выполняло лишь формальные функции. Фактически же оно полностью подчинялось требованиям Чехословацко-Советской постоянной комиссии в Праге, которая была напрямую связана с президентом Готвальдом, коммунистом и полностью лояльным к советским требованиям.
Национальное предприятие «Яхимовские рудники» было подчинено Центральному управлению чехословацких шахт, включенному в состав Министерства промышленности. Для решения вопросов добычи урановой руды были назначены два правительственных комиссара, которые также являлись членами Чехословацко-Советской постоянной комиссии. Таким образом, эта комиссия стала руководящим органом.
Одновременно с ростом числа рудников и началом добычи урановой руды в новых районах, территориально удаленных от штаб-квартиры национального предприятия в Яхимове, в 1949 году в качестве организационного промежуточного звена были созданы так называемые инспекции, которые объединяли несколько заводов или смежных видов деятельности. Однако инспекции обладали весьма ограниченными полномочиями и не имели статуса юридического лица. В 1955 году существовало пять горных инспекций (Яхимов, Марианские Лазни, Горни-Славков, Пршибрам и Трутнов) и две перерабатывающие инспекции. Кроме того, в состав компании входили организации по геологоразведке, инвестиционному строительству и ряду вспомогательных работ.

## Реструктуризация компании
«Яхимовские рудники» принадлежали к небольшой группе государственных предприятий, представляющих наибольший государственный интерес. Однако, особенно в первые годы своего существования, деятельность горнодобывающего предприятия страдала от крайне плохой организации труда, небрежного отношения работников к выполнению рабочих заданий и безответственного отношения к сохранности имущества предприятия. Предприятие также было прямо или косвенно причастно к созданию неудовлетворительных условий жизни осужденных, занятых на добыче урановой руды, что, однако, полностью игнорировалось компетентными государственными органами. Единственным интересом было выполнение чехословацко-советского договора.
Несогласованность деятельности и нарушения на разных уровнях компании мешали эффективному ведению горных работ. Они также увеличивали риск утечки стратегической информации и сырья за пределы яхимовских рудников. Для стабилизации стратегического предприятия высшие государственные органы постепенно применяли комплекс репрессивных мер и управленческих мероприятий, но они привели лишь к частичным улучшениям. В августе 1949 года действующий директор-коммунист Чмелак был арестован и заменен на инженера Франтишека Симина. Однако Чехословацко-советская постоянная комиссия была не удовлетворена работой нового назначенного директора, поэтому он был уволен в конце 1951 года. В то же время репрессивная коммунистическая Служба государственной безопасности Чехословакии атаковала членов межправительственной комиссии. Инженер Святоплук Рада был обвинен в шпионаже и доведен до самоубийства во время процесса над руководством антигосударственного заговора во главе с Рудольфом Сланским. Ситуация в компании стабилизировалась только в середине 1950-х годов отчасти благодаря снижению международной напряженности и ослаблению политических репрессий, но также благодаря появлению профессионального корпоративного управления и росту числа выпускников горных вузов.
В 1952 году предприятие «Яхимовские рудники» было выведено из-под юрисдикции Министерства промышленности и передано в ведение Главного исследовательского управления при канцелярии премьер-министра Чехословацкой Республики, которое стало одновременно и центральным органом, и посредником в отношениях национального предприятия с другими органами государственного управления, и исполнительным органом Чехословацко-советской постоянной комиссии. В 1955 году Главное исследовательское управление было включено в состав вновь созданного Центрального управления по исследованию и добыче радиоактивного сырья (ÚSVTRS). Вновь созданное горное учреждение было возведено на уровень независимого министерства и подчинялось правительству, а с 1959 года — заместителю премьер-министра и председателю Государственной плановой комиссии.
1 апреля 1956 года яхимовское предприятие было разделено на семь национальных предприятий — Яхимов, Марианские Лазни, Горный Славков, Пршибрам, Трутнов, химическая дорога Нейдек, строительные заводы Яхимов, а с 1 июля было добавлено национальное предприятие «Стройовна Дворы» («Strojovna Dvory»). Все эти национальные предприятия были подчинены Центральному управлению по исследованию и добыче радиоактивного сырья. В названиях национальных предприятий-преемников осталось обозначение «Яхимовские рудники» (Яхимовские рудники — Пршибрам и т. д.). Национальное предприятие в Яхимове прекратило свое существование в 1962 году, когда оно было ликвидировано как специализированная организация, которая была распущена в 1965 году. Преемником «Яхимовских рудников» с 1967 по 1988 год была «Чехословацкая урановая промышленность», а с 1988 года — государственное предприятие «ДИАМО».

## Связанные операции
Помимо добычи урановых руд и концентратов, национальное предприятие «Яхимовские рудники» имело ряд сопутствующих заводов и производств. Будучи крупнейшим работодателем в регионе, компания также оказывала значительное влияние на управление некоторыми прилегающими к Рудным горам поселками и городами — Вейпрти, Лоучна-под-Клиновцем, Божи-Дар, Потучки, Горни-Блатна, Пернинк и Абертами.
Среди наиболее важных открытых производств была компания «Шахтстрой», позже переименованная в «Будовани», которая занималась монтажом шахтного оборудования, техническим снабжением, производством и разработкой горного оборудования. Оно было создано в 1946 году и национализировано в 1948 году. Другим предприятием был «Островский завод механизации и автоматизации». Он включал в себя разработку и производство новых автоматизированных аппаратов, приборов для измерения радона и радиоактивного излучения и другой электротехнической продукции.
1 февраля 1958 года было создано предприятие «Яхимовские рудники — геологическая съемка» с головным офисом в Глубоше. В 1960 году оно переехало в Пршибрам. В 1958 году в Острове было построено высотное здание «Проекция», где были сосредоточены все проектные и конструкторские работы яхимовских шахт.
Важным направлением деятельности было строительство квартир для работников шахт и связанных с ними производств. Так, например, был построен сборный жилой комплекс в Острове, включая инфраструктуру и удобства. Всего «Яхимовские рудники» построили 2 940 единиц жилья и объектов благоустройства общей стоимостью более 400 000 000 чешских крон.

## Исправительные трудовые лагеря
Национальное предприятие «Яхимовские рудники» было владельцем лагерных комплексов, где размещались военнопленные, подневольные работники и осужденные преступники. Предприятие сдавало лагерные комплексы в аренду различным министерствам за определенную плату.
Эти лагеря пользовались дурной славой из-за противоправных действий, которые выходили за рамки даже коммунистического законодательства того времени. Главными виновниками преследований и жестокостей можно считать вооруженную охрану лагерей и систему классовой нетерпимости, созданную коммунистическим аппаратом. Однако условия для этих противоправных действий отчасти были созданы самим предприятием «Яхимовские рудники». Оно не всегда выполняло свои обязательства по обеспечению качественного жилья и социальных объектов в лагерях. До 1951 года условия жизни в лагерях были катастрофическими в результате безразличия руководства предприятия. Например, предприятие не могло или не хотело обеспечить строительство качественных жилых помещений и их текущее содержание, что значительно усложняло повседневную жизнь и без того униженных подневольных рабочих. Предприятие также не желало строить в лагерях умывальные комнаты, туалеты, прачечные, кухни и снабжать предметами первой необходимости.
Еще одним обязательством предприятия было обеспечение подневольных рабочих соответствующей обувью, одеждой и инструментами труда. Однако до первой половины 1950-х годов они поставлялись в недостаточном количестве и часто были плохого качества. Ответственные должностные лица компании в то время систематически пренебрегали надлежащим обучением новых шахтеров и регулярно игнорировали правила работы на шахте и технику безопасности на рабочем месте. Как следствие, происходило множество несчастных случаев на производстве. В период с 1950 по 1960 год на шахтах произошло 32 000 несчастных случаев. Около 450 из них были со смертельным исходом.
Некоторые шахтеры из гражданского населения унижали осужденных преступников на рабочем месте и даже грабили их. Однако на каждой шахте было и несколько мужественных гражданских лиц, которые, в свою очередь, оказывали бескорыстную помощь осужденным и политическим заключенным, несмотря на суровые наказания, грозившие им за это.

## Награды за работу компании
Яхимовские урановые рудники за время своего существования получили множество наград в виде государственных почетных званий и орденов. Они также вручались отдельным лицам.
- В 1957 году коллектив Элиасского уранового рудообогатительного комбината получил государственную награду за отличную работу.
- В 1959 году коллектив рабочих «Яхимовских рудников» получил Орден Труда.
- В 1960 году О. Федорко был награжден Орденом Республики.
- В 1961 году коллектив «Ламача» получил Орден Труда имени В. Хлавинка, а коллектив рабочих шахты «Абертами» — государственную награду за выдающийся труд[1].

### Похожие статьи
- Лагеря для военнопленных возле урановых рудников в Чехии
- Исправительно-трудовые лагеря на урановых рудниках Чехословакии
- Лагеря принудительных работ на Чехословацких урановых рудниках